# پادباریون
پادباریون باریون‌های مخالف هستند که با آنها در تضاد می‌باشند. به عنوان مثال، پروتون یک باریون است و دارای بار مثبت است و پادپروتون ضد پروتون است و دارای بار منفی است و جز پادباریون‌ها می‌باشد. از جمله پادباریون‌ها می‌توان به پادنوترون، پوزیترون، پادپروتون و... اشاره کرد.